# Satsuma (Alabama)
Satsuma – miasto w Stanach Zjednoczonych, w stanie Alabama, w hrabstwie Mobile. W roku 2023 miasto zamieszkiwało 6849 osób, a gęstość zaludnienia wynosiła 335,7 osoby/km².